# هربرت راس
هربرت دیوید راس (انگلیسی: Herbert David Ross; ۱۳ مهٔ ۱۹۲۷ – ۹ اکتبر ۲۰۰۱) یک تهیه‌کننده و کارگردان فیلم اهل ایالات متحده آمریکا بود. وی بین سال‌های ۱۹۵۸ تا ۱۹۹۵ میلادی فعالیت می‌کرد.

## زندگی‌نامه
وی در گورستان وست‌وود به خاک سپرده شد

## فیلم‌شناسی
- دختر خداحافظی (۱۹۷۷)
- دوباره بنواز، سام (۱۹۷۲)
- خداحافظ، آقای چپیس
- دختر خداحافظی
- رقاص‌ها
- مکس دوگان بازمی‌گردد
- نقطه عطف
- آخرین شیلا
- جغد و گربه ملوس

## جوایز
- برنده جایزه گلدن گلوب بهترین کارگردانی
- برنده جایزه دیوید دی دوناتلو
- برنده جایزه گلدن گلوب بهترین فیلم موزیکال یا کمدی